# EFM Show
EFM Show (European Fight Masters Show) dawniej jako EFM (European Fight Masters) – polska organizacja promująca walki na zasadach MMA, która została założona w 2015 roku. Byłymi właścicielami federacji byli  Norbert Sawicki oraz jego brat Michał Materla.

## Historia

### Gale EFM
EFM 1: Wrocław Sport Power
Pierwsza edycja European Fight Masters Show odbyła się 18 kwietnia 2015 we Wrocławiu na Hali Stulecia. Main eventem gali było starcie pomiędzy Łukaszem Koperą a Lajosem Etalaky. Pojedynek zwyciężył po trzech rundach zawodnik pochodzący z Węgier przez jednogłośną decyzję sędziowską. W Co-main evencie gali Aleksandrer Georgas takim samym werdyktem pokonał Łukasza Kuliga.
EFM 2: Fiwe Fight Arena
Gala EFM 2 odbyła się 9 września 2017 w Warszawie. W Main evencie Krzysztof Gutowski pokonał przez TKO (kolana i ciosy) Ukraińca, Aleksieja Albierda już w pierwszej rundzie. Natomiast w Co-Main evencie odbyła się walka w kategorii półśredniej, było to starcie pomiędzy Pawłem Cielińskim a Patrykiem Rutą. Walkę zwyciężył ten pierwszy również w podobny sposób.
EFM 3: No compromises
Gala EFM 3 odbyła się 20 czerwca 2020 w Niemczech w mieście Dortmund. W walce wieczoru było starcie o pas wagi średniej pomiędzy Michałem Materlą a Wilhelm Ottem. Materla już w pierwszej rundzie poddał gilotyną Austriaka. Natomiast w Co-Main evencie można było zobaczyć również walkę o pas, tym razem w kategorii półśredniej pomiędzy Mateuszem Piskorzem a Mohamedem Grabińskim. Niespodziewanie starcie na sekundę przed końcem pierwszej rundy zakończyło się dyskwalifikacją i zwycięstwem Polaka, przez faul kolanem w parterze Niemca.
EFM 4: Walka o niepodległość
EFM 4 odbyło się 10 listopada 2020 w Szczecinie. W walce wieczoru wystąpił Maciej Różański oraz Litwin, Mantas Žukauskas. Starcie wygrał Różański przez poddanie, który zdobył pas EFM w wadze półciężkiej. W drugiej walce wieczoru znaleźli się Patryk Chrobak oraz Khurszed Kachorow. Pojedynek zwyciężył niepokonany Tadżykistańczyk przez techniczny nokaut w drugiej rundzie.

### Gale EFM Challenge Show
EFM Show 1: Pasternak vs. Różański
Pierwsza gala EFM Challenge Show odbyła się 9 kwietnia 2021 roku w Łodzi. W walce wieczoru można było ujrzeć starcie pomiędzy mistrzem Maciejem Różańskim a pretendentem Michałem Pasternakiem. Po pełnym dystansie trzyrundowym pas obronił Różański.
W drugiej walce wieczoru, a zarazem walce kulturystów, Akop Szostak pokonał Radosława Słodkiewicza przez TKO w trzeciej odsłonie, ubijając go ciosami w parterze.
EFM Show 2: Materla vs. Rimbon
Druga edycja EFM Show odbyła się 11 września 2021 w bułgarskiej Sofii. W głównej walce wieczoru Michał Materla zrewanżował się po latach Francuzowi Moise Rimbonowi, pokonując go jednogłośnie na punkty. (Walka nie toczyła się o pas EFM). Zaś w drugiej walce wieczoru Artur Sowiński został mistrzem EFM w kategorii lekkiej, wygrywając większościową decyzją z doświadczonym Finlandczykiem, Antonem Kuivanenem.

### EFM Challenge Show
EFM Challenge Show to element promocyjny, mający na celu wypromowanie gali EFM Show. Polega na tym, że zawodnicy walczący na gali biorą udział w różnego rodzaju wyzwaniach, podobnych do tych, które w przeszłości mogliśmy śledzić w telewizyjnym programie pod nazwą Nieustraszeni. Wyzwania dotyczą zjedzenia czegoś obrzydliwego czy wykonaniu konkretnego zadania. W EFM Challenge Show, który odbył się przed pierwszą galą EFM Show 1 (kwiecień 2021 r.) zawodnicy byli przydzieleni do drużyn, których dowódcami byli m.in. "Mała Ania" z Warsaw Shore, czy Robert Pasut, jeden z pomysłodawców kanału "Abstrachuje".

## Mistrzowie EFM Show

### Aktualni mistrzowie
| Kategoria  | Waga      | Mistrz            | Od                            | Obrony tytułu |
| ---------- | --------- | ----------------- | ----------------------------- | ------------- |
| Ciężka     | do 120 kg |                   |                               |               |
| Półciężka  | do 93 kg  | Maciej Różański   | 20 czerwca 2020 (EFM 3)       | 2             |
| Średnia    | do 84 kg  | Michał Materla    | 20 czerwca 2020 (EFM 3)       | 0             |
| Półśrednia | do 77 kg  | Mateusz Piskorz   | 20 czerwca 2020 (EFM 3)       | 0             |
| Lekka      | do 70 kg  | Artur Sowiński    | 11 września 2021 (EFM Show 2) | 0             |
| Piórkowa   | do 66 kg  | Nikolay Grozdev   | 20 czerwca 2020 (EFM 3)       |               |
| Kogucia    | do 61 kg  | Churszed Kachorow | 10 listopada 2020 (EFM 4)     |               |

### Historia

#### Waga półciężka (do 93 kg)
| Nr | Mistrz                                    | Od                      | Do       | Obrony tytułu |
| -- | ----------------------------------------- | ----------------------- | -------- | --- |
| 1. | Maciej Różański (pokonał Will'ego Fleury) | 20 czerwca 2020 (EFM 3) | aktualny | - pokonał Mantasa Žukauskasa 10 listopada 2020 (EFM 4) - pokonał Michała Pasternaka 9 kwietnia 2021 (EFM Show 1) |

#### Waga średnia (do 84 kg)
| Nr | Mistrz                                 | Od                      | Do       | Obrony tytułu |
| -- | -------------------------------------- | ----------------------- | -------- | ------------- |
| 1. | Michał Materla (pokonał Wilhelma Otta) | 20 czerwca 2020 (EFM 3) | aktualny |               |

#### Waga półśrednia (do 77 kg)
| Nr | Mistrz                                          | Od                      | Do       | Obrony tytułu |
| -- | ----------------------------------------------- | ----------------------- | -------- | ------------- |
| 1. | Mateusz Piskorz (pokonał Mohameda Grabińskiego) | 20 czerwca 2020 (EFM 3) | aktualny |               |

#### Waga lekka (do 70 kg)
| Nr | Mistrz                                    | Od                            | Do       | Obrony tytułu |
| -- | ----------------------------------------- | ----------------------------- | -------- | ------------- |
| 1. | Artur Sowiński (pokonał Antona Kuivanena) | 11 września 2021 (EFM Show 2) | aktualny |               |

#### Waga piórkowa (do 66 kg)
| Nr | Mistrz                                   | Od                      | Do       | Obrony tytułu |
| -- | ---------------------------------------- | ----------------------- | -------- | ------------- |
| 1. | Nikolay Grozdev (pokonał Michała Domina) | 20 czerwca 2020 (EFM 3) | aktualny |               |

#### Waga kogucia (do 61 kg)
| Nr | Mistrz                                       | Od                        | Do       | Obrony tytułu |
| -- | -------------------------------------------- | ------------------------- | -------- | ------------- |
| 1. | Churszed Kachorow (pokonał Patryka Chrobaka) | 10 listopada 2020 (EFM 4) | aktualny |               |

## Lista gal i rozpiska[12]
| Nr | Gala                               | Data              | Miejsce                      | Transmisja                |
| -- | ---------------------------------- | ----------------- | ---------------------------- | ------------------------- |
| 1  | EFM 1: Wrocław Sport Power         | 18 kwietnia 2015  | Hala Stulecia, Wrocław       | ?                         |
| 2  | EFM 2: Fiwe Fight Arena            | 9 września 2017   | Centrum EXPO XXI, Warszawa   | ?                         |
| 3  | EFM 3: No compromises              | 20 czerwca 2020   | Studio telewizyjne, Dortmund | PPV – https://efmshow.tv/ |
| 4  | EFM 4: Walka o Niepodległość       | 10 listopada 2020 | Hala SDS, Szczecin           | PPV – https://efmshow.tv/ |
| 5  | EFM Show 1: Różański vs. Pasternak | 9 kwietnia 2021   | Klub Wytwórnia, Łódź         | PPV – https://efmshow.tv/ |
| 6  | EFM Show 2: Materla vs. Rimbon     | 11 września 2021  | Armeec Arena, Sofia          | PPV – https://efmshow.tv/ |

## Wyniki gal

### EFM 1: Wrocław Sport Power
Walka wieczoru
- Walka w kategorii lekkiej:  Łukasz Kopera –  Lajos Etelaky

Zwycięstwo Etelaky'ego przez jednogłośną decyzję sędziów
Pozostałe
- Walka w kategorii piórkowej:  Aleksander Georgas –  Łukasz Kulig

Zwycięstwo Georgasa przez większościową decyzję sędziów
- Walka w limicie -72 kg:  Jakub Martys –  Marcin Mazurek

Zwycięstwo Martysa przez niejednogłośną decyzję sędziów
- Walka w kategorii półciężkiej:  Paweł Okoński –  István Maròti

Zwycięstwo Okońskiego przez poddanie w 2 rundzie

### EFM 2: Fiwe Fight Arena
Walka wieczoru
- Walka w limicie -68 kg:   Krzysztof Gutowski –  Aleksej Alberda

Zwycięstwo Gutowskiego przez TKO w 1 rundzie
Pozostałe
- Walka w kategorii półśredniej:  Paweł Celiński –  Patryk Ruta

Zwycięstwo Celińskiego przez TKO w 1 rundzie
- Walka w kategorii półśredniej:  Sebastian Kujawiak –  Rafał Sępkowski

Zwycięstwo Sępkowskiego przez TKO w 1 rundzie

### EFM 3: No compromises
Walka wieczoru
- Walka o pas mistrzowski European Fight Masters w kategorii średniej:  Michał Materla –  Wilhelm Ott

Zwycięstwo Materli przez poddanie w 1 rundzie
Karta główna
- Walka o pas mistrzowski European Fight Masters w kategorii półśredniej:  Mateusz Piskorz –  Mohamed Grabiński

Zwycięstwo Piskorza przez dyskwalifikację w 1 rundzie
- Walka o pas mistrzowski European Fight Masters w kategorii półciężkiej:  Maciej Różański –  Will Fleury

Zwycięstwo Różańskiego przez poddanie w 2 rundzie
- Walka o pas mistrzowski European Fight Masters w kategorii piórkowej:  Michał Domin –  Nikolay Grozdev

Zwycięstwo Grozdeva przez poddanie w 3 rundzie
- Walka w limicie -98 kg:  Wojciech Janusz –  Piotr Kalenik

Zwycięstwo Janusza przez jednogłośną decyzję sędziów
Karta wstępna
- Walka w limicie -73 kg:  Krzysztof Dobrzyński –  Mateusz Makarowski

Remis większościowy
- Walka w kategorii średniej:  Damian Ostęp –  Hojat Khajevand

Zwycięstwo Khajevanda przez poddanie w 1 rundzie
- Walka w limicie -73 kg:  Krzysztof Friedel –  Paul Saier

Zwycięstwo Saiera przez TKO w 1 rundzie

### EFM 4: Walka o Niepodległość
Walka wieczoru
- Walka o pas mistrzowski European Fight Masters w kategorii półciężkiej:  Maciej Różański –  Mantas Žukauskas

Zwycięstwo Różańskiego przez poddanie w 2 rundzie
Karta główna
- Walka o pas mistrzowski European Fight Masters w kategorii koguciej:  Patryk Chrobak –  Churszed Kachorow

Zwycięstwo Kachorow przez poddanie w 2 rundzie
- Walka w limicie -80 kg:  Łukasz Dziudzia –  Kamil Roszak

Zwycięstwo Roszaka przez jednogłośną decyzję sędziów
- Walka w kategorii lekkiej:  Samuelis Sorochovas –  Achmied Katajew

Zwycięstwo Kataeva przez poddanie w 1 rundzie
- Walka w kategorii średniej:  Norbert Jabłoński –  Hojat Khajevand

Zwycięstwo Khajevanda przez poddanie w 1 rundzie
Karta wstępna
- Walka w kategorii ciężkiej:  Deividas Zukauskas –  Iwan Słobodiuk

Zwycięstwo Slobodiuka przez TKO w 1 rundzie
- Walka w kategorii półśredniej:  Arkadiusz Kaszuba –  Deniss Alekseev

Zwycięstwo Kaszuby przez TKO w 1 rundzie
- Walka w limicie -76 kg:  Paul Saier –  Dawid Wisniosz

Zwycięstwo Wisniosza przez TKO w 2 rundzie
- Walka w kategorii koguciej:  Marcin Maleszewski –  Mikey McCoy

Zwycięstwo Maleszewskiego przez poddanie w 1 rundzie

### EFM Show 1: Różański vs. Pasternak
Walka wieczoru
- Walka o pas mistrzowski European Fight Masters w kategorii półciężkiej:  Maciej Różański –  Michał Pasternak

Zwycięstwo Różańskiego przez jednogłośną decyzję sędziów
Karta główna
- Walka w kategorii półśredniej:  Daniel Skibiński –  John Michael Sheil

Zwycięstwo Skibińskiego przez TKO w 1 rundzie
- Walka w kategorii ciężkiej: (Super Fight)  Akop Szostak –  Radosław Słodkiewicz

Zwycięstwo Szostaka przez TKO w 3 rundzie
- Walka w kategorii średniej: (Kickboxing/K-1)   Damian Ostęp –  Daniel Iliew

Zwycięstwo Ilieva przez jednogłośną decyzję sędziów
- Walka w kategorii półśredniej:  Igor Michaliszyn –  Georgi Valentinov

Zwycięstwo Michaliszyna przez poddanie w 1 rundzie
- Walka w kategorii ciężkiej:  Marek Samociuk –  Tomasz Janiszewski

Zwycięstwo Samociuka przez jednogłośną decyzję sędziów
- Walka w kategorii półśredniej:  Patryk Grzemski –  Arkadiusz Kaszuba

Zwycięstwo Kaszuby przez TKO w 2 rundzie
- Walka Cage Box w kategorii ciężkiej :  Michał Mazur –  Bartosz Szachta

Zwycięstwo Mazura przez TKO w 1 rundzie
- Walka Cage Box w kategorii półśredniej :  Szymon Broncel –  Piotr Wołowik

Zwycięstwo Broncela przez TKO w 3 rundzie
- Walka w kategorii koguciej:  Marcin Maleszewski –  Tuomas Gronvall

Zwycięstwo Gronvalla przez jednogłośną decyzję sędziów
Karta wstępna
- Walka w kategorii piórkowej:  Magdalena Loska –  Kaylee Vos

Zwycięstwo Vos przez jednogłośną decyzję sędziów
- Walka w kategorii piórkowej:  Jose Torres –  Giorgi Esiava

Zwycięstwo Torresa przez TKO w 2 rundzie
- Walka w kategorii koguciej:  Islam Mayrasultanov –  Ołeksij Poliszczuk

Zwycięstwo Poliszczuka przez TKO w 2 rundzie

### EFM Show 2: Materla vs. Rimbon
Walka wieczoru
- Walka w limicie -88 kg:  Michał Materla –  Moise Rimbon

Zwycięstwo Materli przez jednogłośną decyzję sędziów
Karta główna
- Walka o pas mistrzowski European Fight Masters w kategorii lekkiej:  Artur Sowiński –  Anton Kuivanan

Zwycięstwo Sowińskiego przez większościową decyzję sędziów
- Walka w kategorii półśredniej:  Władisław Kanczew –  Alexandre Ribeiro

Zwycięstwo Kanczew przez TKO w 1 rundzie
- Walka w kategorii półśredniej:  Anderson Queiroz –  Georgi Walentinow

Zwycięstwo Walentionwa przez jednogłośną decyzję sędziów
- Walka bokserska kategorii półśredniej:  Maciej Jewtuszko –  Norman Parke

Zwycięstwo Parke przez większościową decyzję sędziów
- Walka w kategorii półśredniej:  Hojat Khajevand –  Will Fleury

Zwycięstwo Fleury'ego przez jednogłośną decyzję sędziów
- Walka w kategorii piórkowej:  Emil Nezirow –  Adam Soldajew

Zwycięstwo Soldajewa przez KO w 1 rundzie
Karta wstępna
- Walka w kategorii ciężkiej:  Aleksandyr Tsonev –  Iwan Słobodiuk

Zwycięstwo Slobodiuka przez większościową decyzję sędziów
- Walka cage-box w kategorii ciężkiej:  Denis Załęcki –  Jussi Halonen

Zwycięstwo Załęckiego przez KO w 1 rundzie
- Walka cage-box w kategorii półśredniej:  Krzysztof Mariańczyk –  Wilijan Wilianow

Zwycięstwo Mariańczyka przez TKO w 3 rundzie
- Walka w kategorii półśredniej:  Arkadiusz Kaszuba –  Dawid Wisniosz

Zwycięstwo Kaszuby przez jednogłośną decyzję sędziów

## Znani zawodnicy walczący dla organizacji

### Polacy
- Krzysztof Gutowski
- Maciej Jewtuszko
- Michał Materla
- Igor Michaliszyn
- Radosław Paczuski
- Michał Pasternak
- Mateusz Piskorz
- Maciej Różański
- Marek Samociuk
- Artur Sowiński
- Daniel Skibiński
- Radosław Słodkiewicz
- Adam Soldajew
- Akop Szostak

### Obcokrajowcy
- Wilhelm Ott
- Nikołaj Grozdew
- Daniel Ilijew
- Władisław Kanczew
- Jiwko Stoimenow
- Georgi Walentinow
- Anton Kuivanen
- Moise Rimbon
- Mohamed Grabiński
- Norman Parke
- Churszed Kachorow
- Ołeksij Poliszczuk